# Биг Парк (Аризона)
Биг Парк (енгл. Big Park) град је у америчкој савезној држави Аризона.

## Демографија
По попису из 2000. године број становника је 5.245.
| Група             | 2000.         | 2010.    |
| Белци             | 4.753 (90,6%) | 0 (0,0%) |
| Афроамериканци    | 19 (0,4%)     | 0 (0,0%) |
| Азијати           | 32 (0,6%)     | 0 (0,0%) |
| Хиспаноамериканци | 356 (6,8%)    | 0 (0,0%) |
| Укупно            | 5.245         | 0        |